# LRRC48
LRRC48‏ (Dynein regulatory complex subunit 3) هوَ بروتين يُشَفر بواسطة جين LRRC48 في الإنسان.